# Église Saint-Barthélémy de Mouscron
Pour les articles homonymes, voir Église Saint-Barthélémy.
L'église Saint-Barthélémy située à Mouscron est une église belge d'architecture de type gothique située en Région wallonne dans la province de Hainaut. Elle se trouve au nord-est de la Grand-Place (place Gérard Kasiers).

## Historique et architecture
Les documents mentionne déjà l'existence d'une église en 1149, placée à cette époque sous le patronat de l'Abbaye Saint-Pierre de Lille.
En 1509, Antoine de la Barre apporta de Rome une relique de Saint-Barthélémy.
L'église est mise à sac le 19 mai 1794, pendant la révolution française. À la suite du refus du clergé de prêter le serment constitutionnel, l'église est fermée du 27 septembre 1797 au 6 juin 1802. La paroisse fait partie du diocèse de Tournai jusqu'en 1801, dans le doyenné d'Helchin-Wallon. Elle appartient ensuite au diocèse de Gand (1801-1833), dans le doyenné de Menin, puis au diocèse de Bruges (1833-1967), toujours dans le même doyenné jusqu'en 1932, où elle devient le centre du doyenné le 10 octobre 1932. L'église retourne au diocèse de Tournai le 29 juin 1967.
Pendant la Seconde Guerre mondiale, en août 1943, les allemands annoncent à la cure la réquisition des cloches d'au moins 1 mètre de diamètre et 1 mètre de hauteur. Le 16 septembre 1943, le matériel devant servir à l'enlèvement des cloches est mis en place. Sur l'ordre du doyen Edmond Hosten, la grosse cloche « Marie-Louise » est descendue le 24 septembre, « Françoise », l'est à son tour le 27 du même mois. Le 30 septembre, les cloches sont emportées dans le but d’être fondues. Il ne reste plus dans le clocher de l'église, en octobre 1943 que la petite cloche « Thérèse-Colette ». En 1945, après la guerre, des recherches sont entreprises pour retrouver les cloches, elles resteront vaines. On décide de les remplacer. Le 24 septembre 1950, le doyen Hosten et l'abbé Louis Mullier baptisent deux nouvelles cloches et annoncent que la plus grande, celle de 2 500 kg, portera le nom de « Emmanuel » en mémoire du vicaire Emmanuel de Neckere et celle de 500 kg ; « Françoise », en souvenir de celle qu'elle remplace. Ces cloches sonnent pour la première fois le 11 octobre 1950 à 18 h.
Principalement, l'église actuelle, construite en pierre de Tournai et en briques, date des XVe et XVIe siècles. Cependant, le clocher néo-gothique date de 1837 et la nef centrale, ainsi que les collatéraux de mêmes proportions forment, grâce aux transepts ajoutés en 1550 et en 1638, ainsi un triple vaisseau, une hallekerk (église-halle) gothique. Le bâtiment a subi une restauration complète entre 1972-1982.

De nos jours, l'église est intégrée à la paroisse de Comines-Mouscron-Dottignies, elle-même faisant partie du doyenné de Mouscron et donc du diocèse de Tournai.

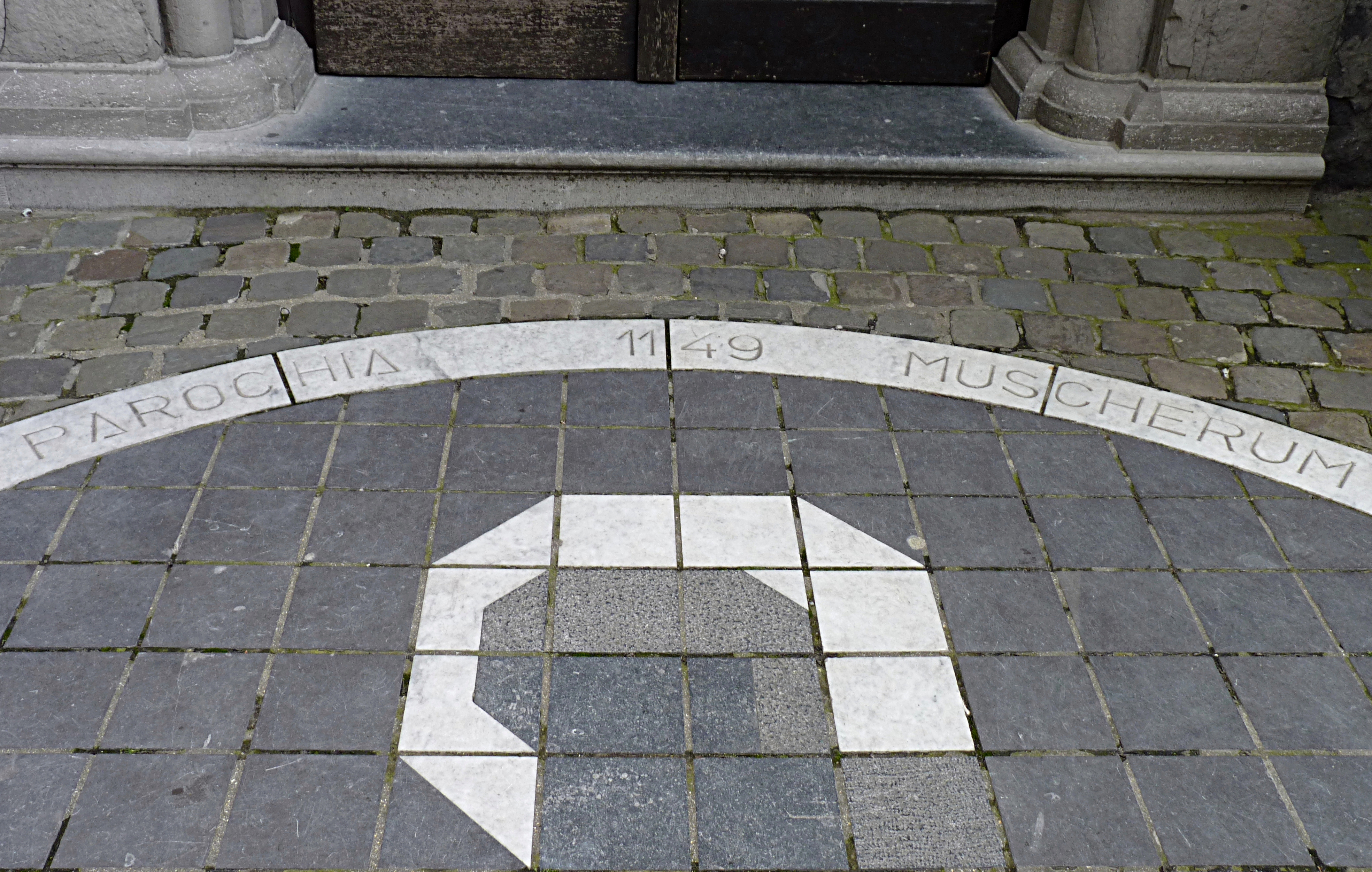
Le parvis de l'église.
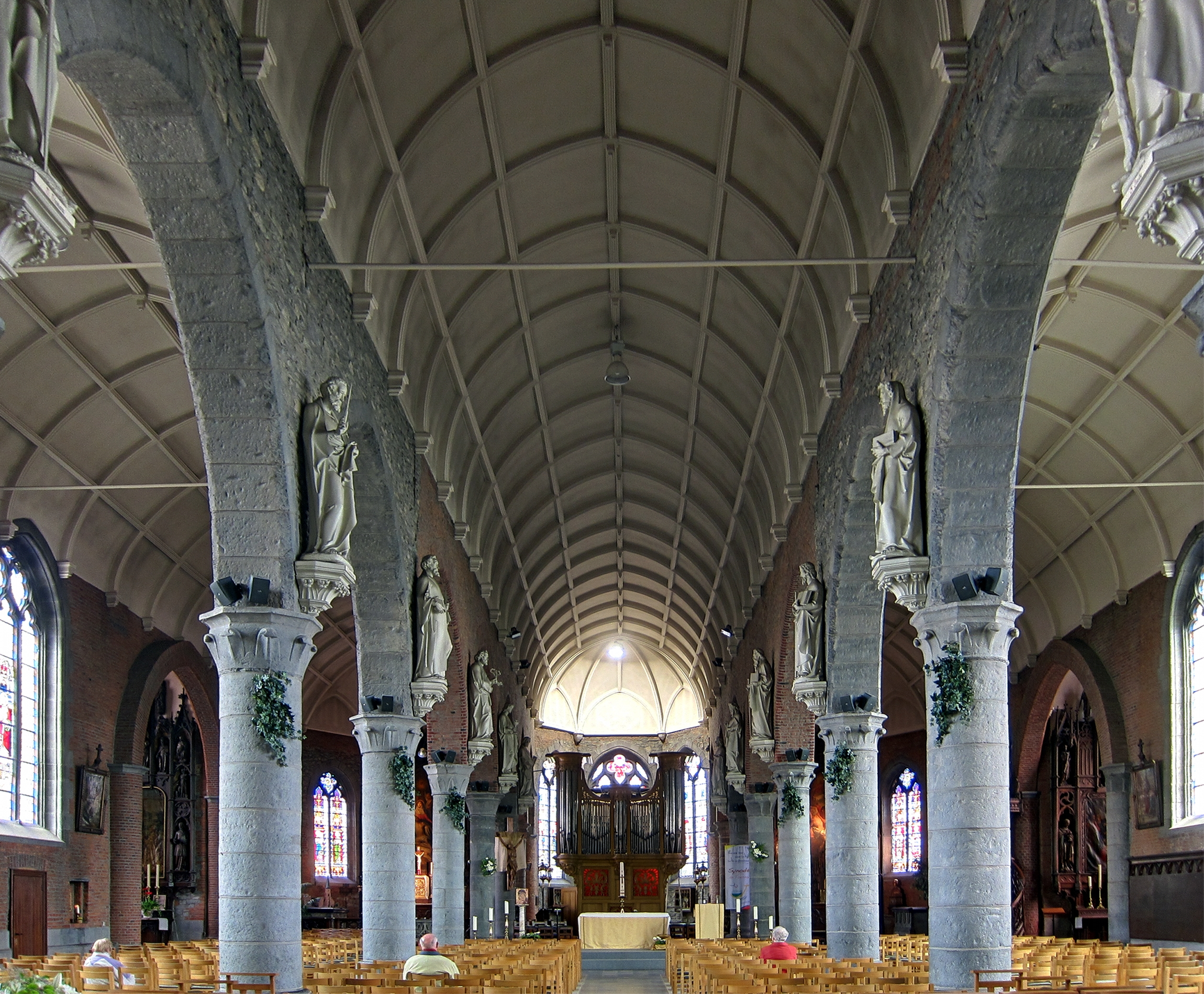
La nef.

## Mobilier

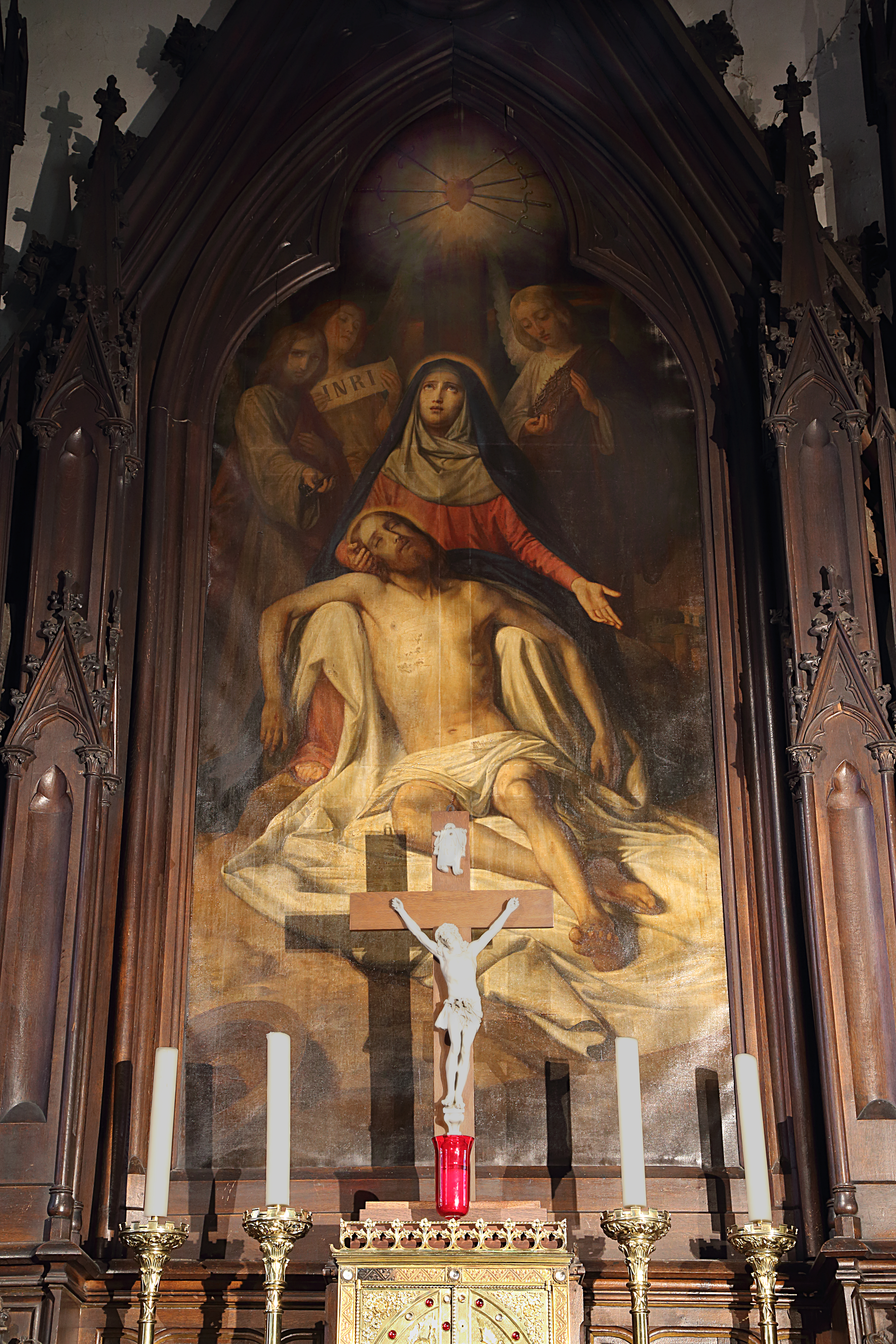
Pietà.

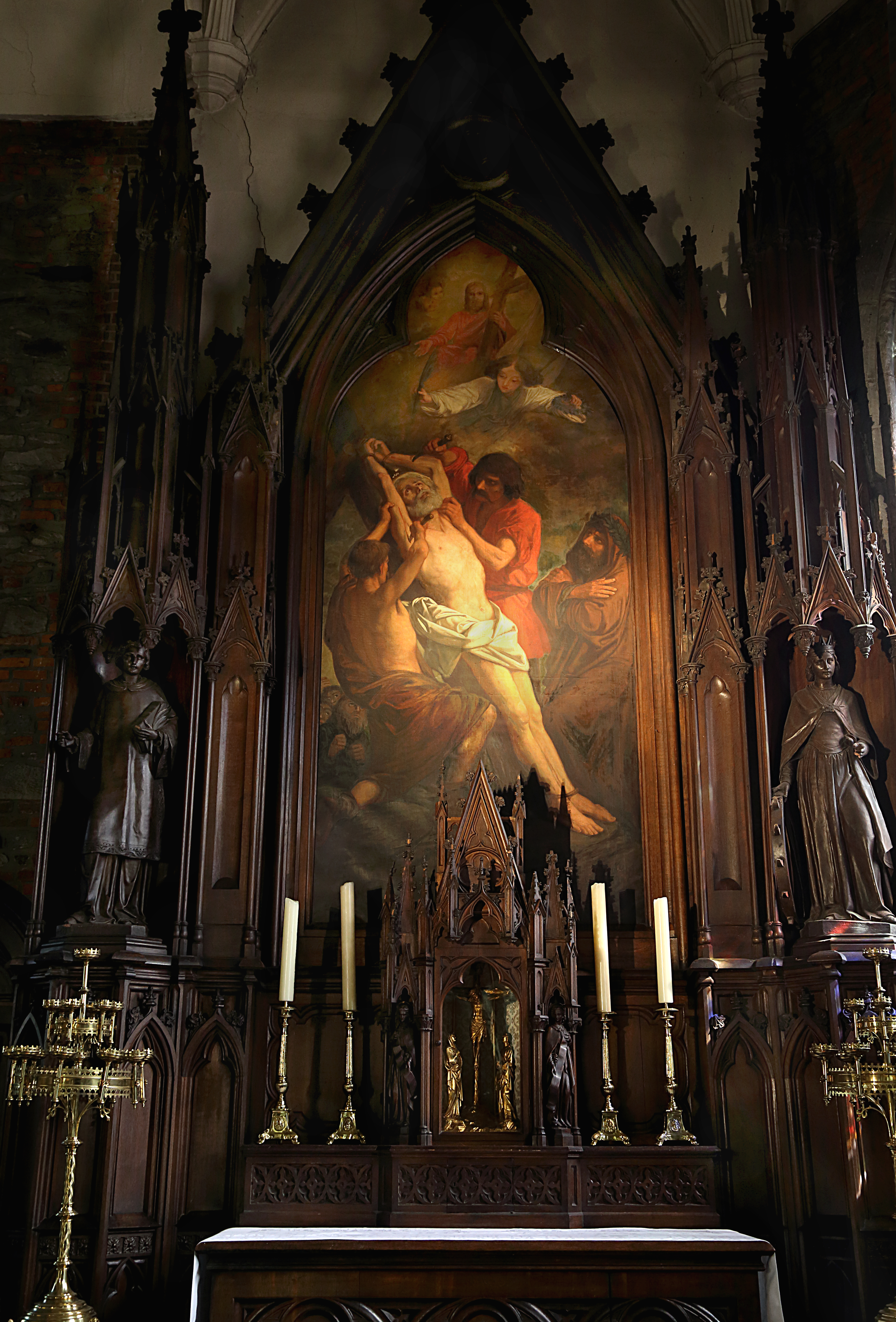
Martyre de Saint Barthélémy.

L'intérieur renferme quatre monuments funéraires (des sarcophages des seigneurs et comtes de Mouscron), une relique de Saint-Barthélémy et de grandes orgues au buffet millésimé 1766, à soufflets manuels. La restauration de l’instrument, classé en 1981, a demandé son installation dans le chœur car la tribune était trop exigüe.  Dans le transept gauche, une niche posée sur l’autel Notre Dame du Rosaire abrite une Vierge des Sept douleurs dont le culte est attesté dans la paroisse depuis le XVIe siècle. Le mobilier de style néogothique, accompagné de maintes épitaphes, est l’œuvre du sculpteur gantois Delannier (2e moitié du XIXe siècle).
Sur la droite de l'entrée, une inscription indique les affres de la révolution française qu'ont subis les Mouscronnois et son église en 1794. Au fond à gauche, une petite chapelle est dédiée à l'adoration du Saint-Sacrement. Devant les rangs de chaises destinés aux fidèles, se trouve un autel moderne généralement recouvert d'une toile simple. L'autel utilisé avant la réforme liturgique du concile Vatican-II est caché juste derrière l'orgue. Deux tableaux de grandes dimensions du  peintre courtraisien Liévin François Vermote (fils de Séraphin Vermote (nl)), peints en 1859, se trouvent sur les côtés de l’autel, l’un à gauche, « Pietà » (3,40 × 1,53 m), l’autre à droite, « Martyre de Saint Barthélémy » (3,40 × 1,50 m).
Le trésor de l'église est relativement important. Retenons quelques pièces : la chaire de vérité (1864) ; les orgues (1766) ; les tombeaux de certains seigneurs de Mouscron : Ferdinand Liedekerke et de son épouse Eléonore de Noyelles (1612), et celui de Georges et Nicolas Basta (1663) ; le chef d'argent de Saint-Barthélémy (XVe siècle) ; un calice en argent, style Louis XVI (1751) ; un ciboire en vermeil (1643) ; un calice en argent, style Louis XVI (1794) ; un ostensoir (1780). Parmi les reliques citons celles de Thérèse d'Avila.

## Patrimoine classé
Le 29 mars 1976, les quatre mausolées présents dans l'église ont été classés :
- le monument d'Oste de la Barre et de son épouse Cécile de Mourkercke[6]
- la pierre tombale de Corneille de la Barre[7]
- le mausolée de Ferdinand de Liedekercke et de son épouse Éléonore de Noyelles
- le mausolée de Georges et Nicolas Basta

Le 17 décembre 1981, classement des orgues en raison de leur valeur historique et artistique. En juin 2022, ces orgues sont repris dans la liste du patrimoine immobilier exceptionnel de la Wallonie.

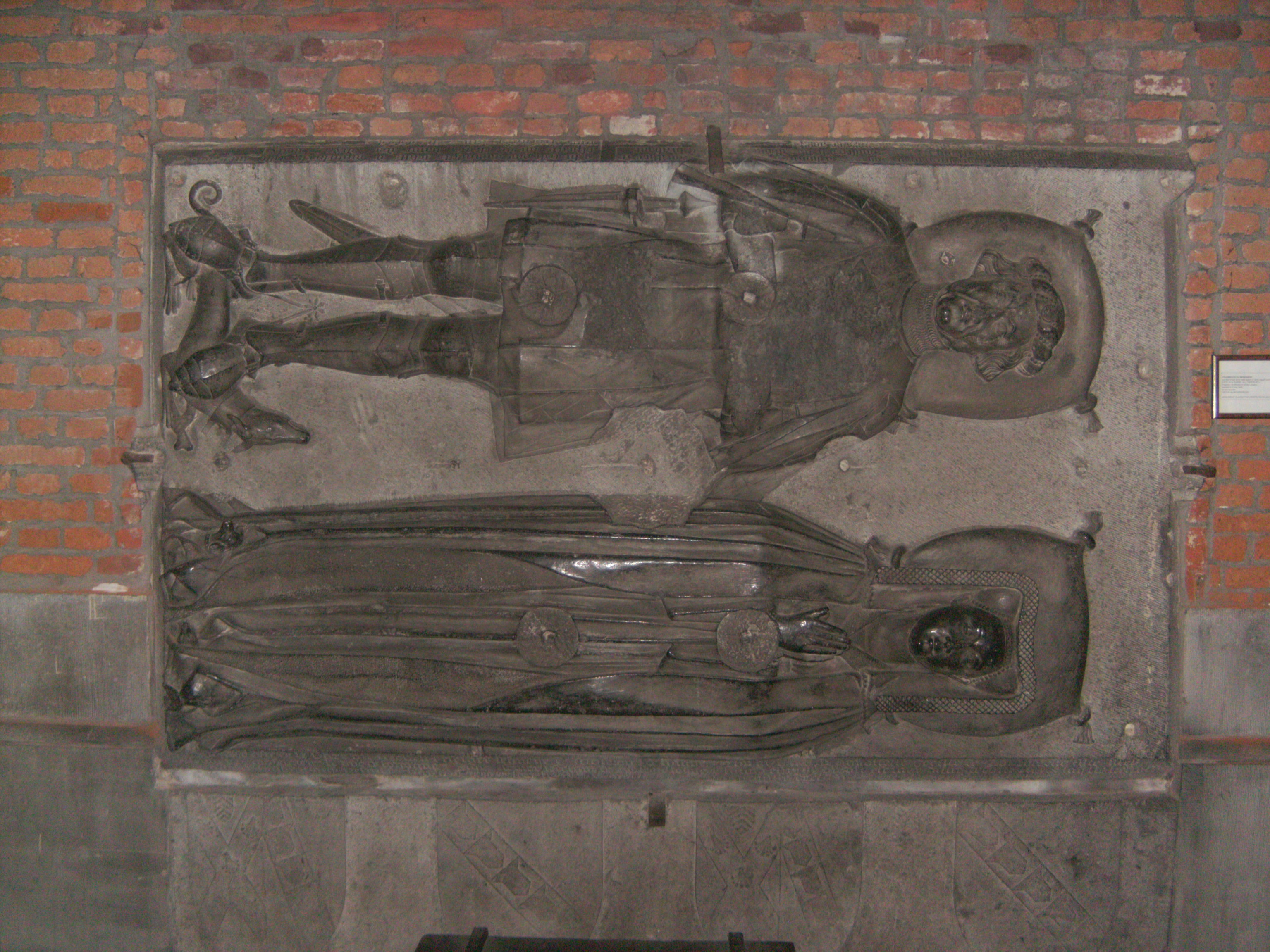
Monument funéraire d'Oste de la Barre et de son épouse Cécile de Mourkercke.
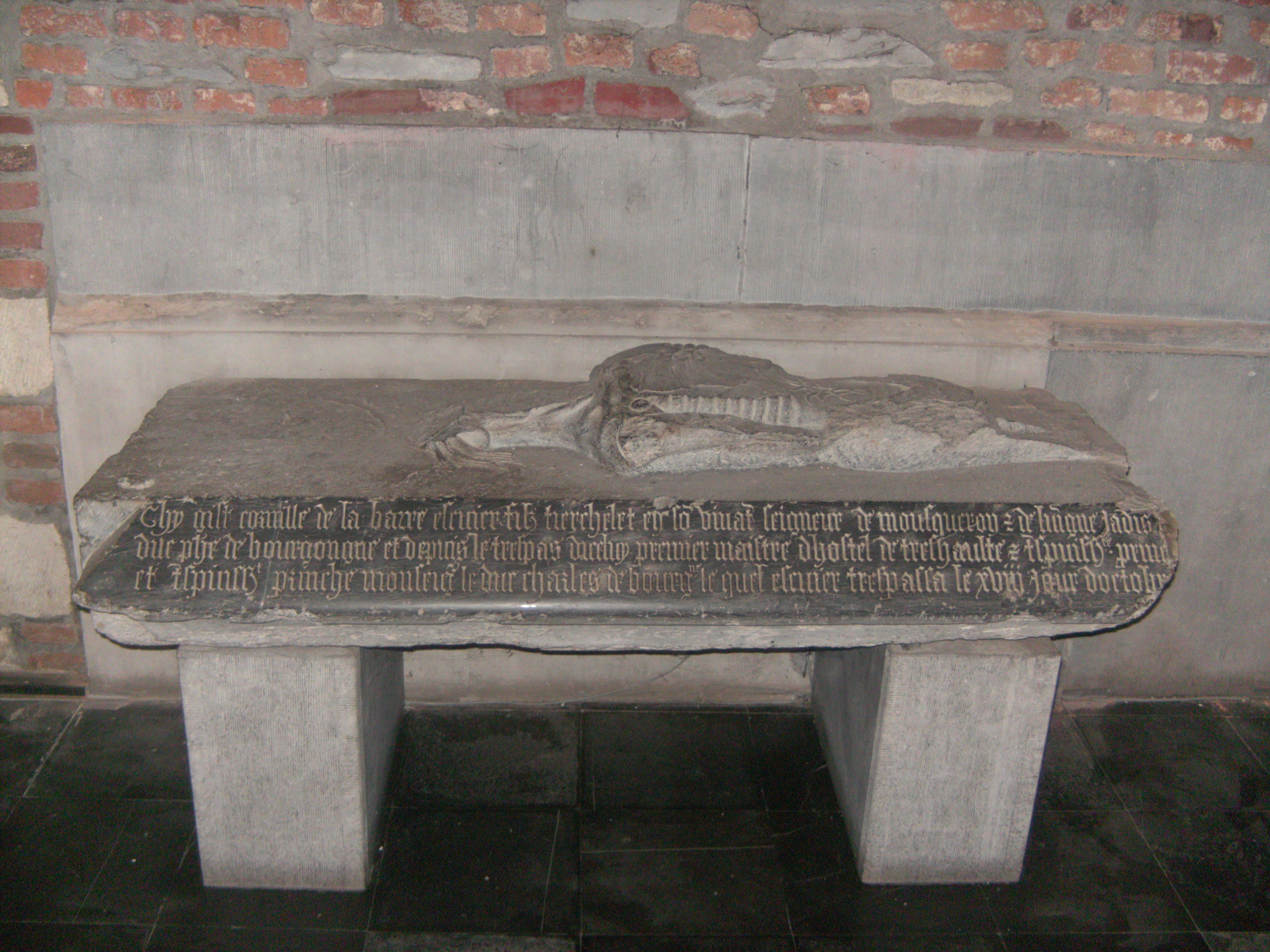
Pierre tombale de Corneille de la Barre.
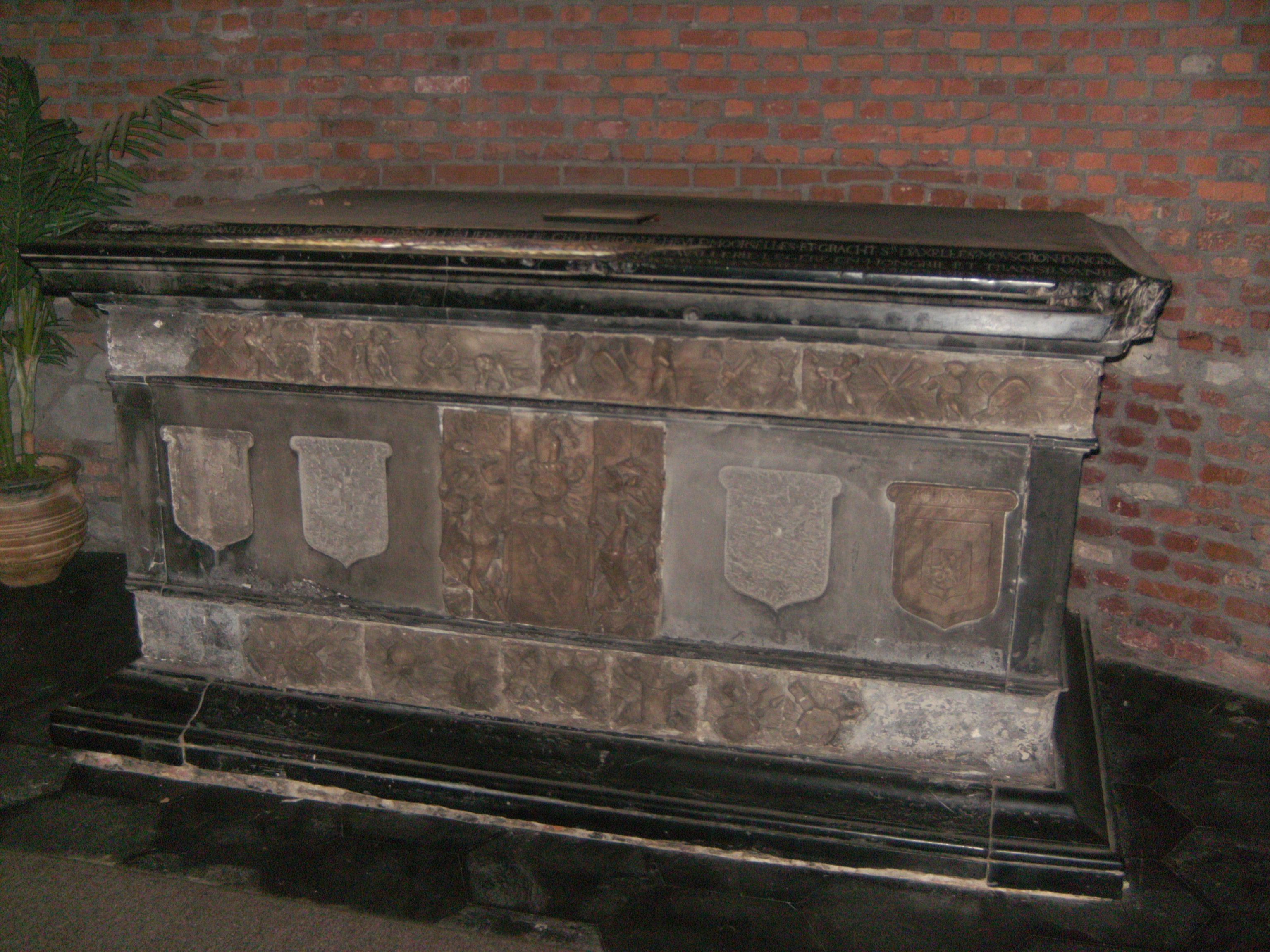
Mausolée de Ferdinand de Liedekercke et de son épouse Éléonore de Noyelles.
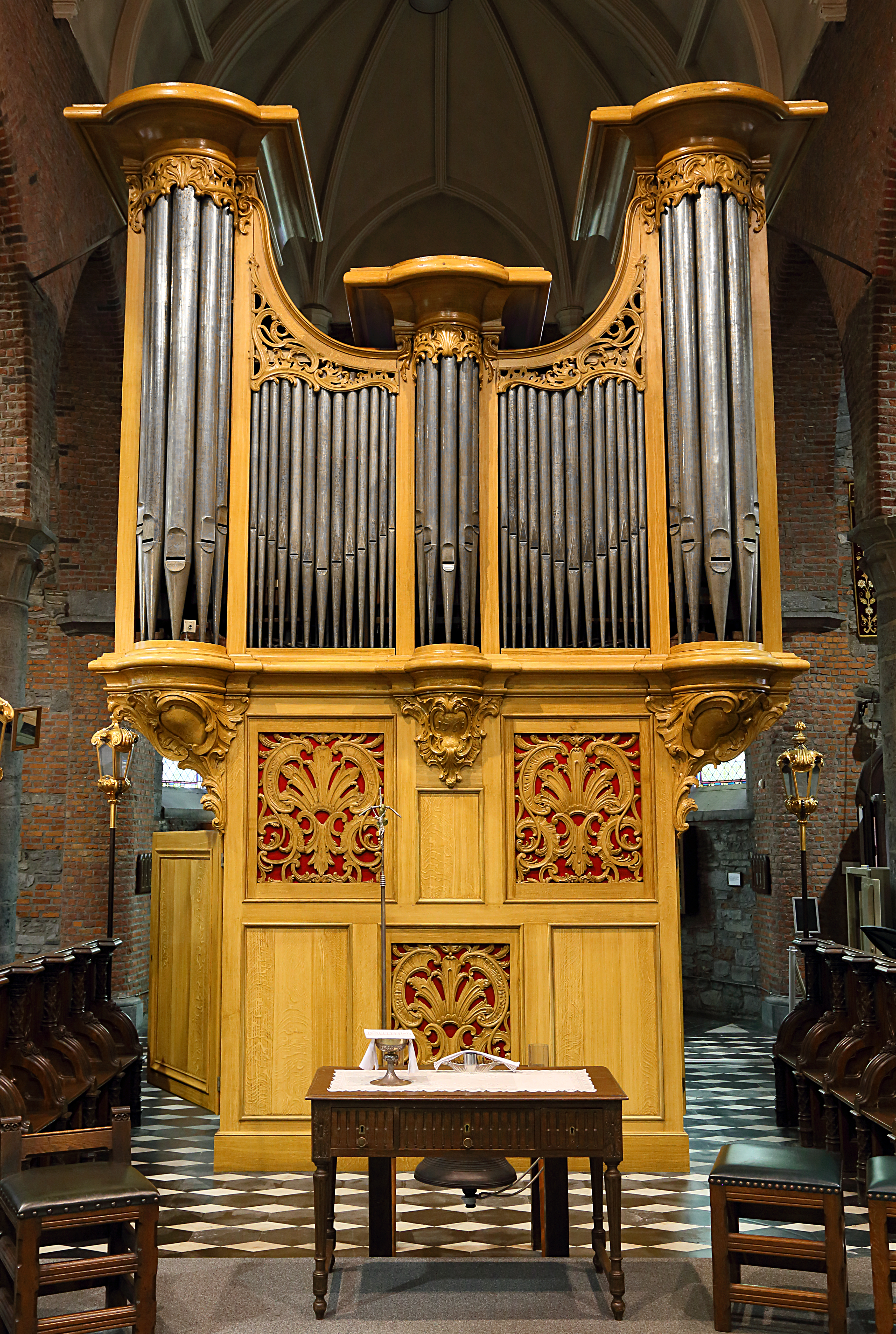
Orgues placées dans le chœur.